# 塞拉莱
塞拉莱（阿拉伯语：‎，羅馬化：Ṣalālah），又译萨拉拉或撒拉拉，是阿曼第二大城市，佐法爾省首府，位于阿曼南部沿海。塞拉莱州及其周边（劳里湖及以西地区）在古典时代称为萨卡兰（Sakalan），在中世纪及近世则称为祖法儿（阿拉伯语：‎，羅馬化：Ẓufār/Ẓafār），南宋《诸蕃志》作奴发，明代《顺风相送》《瀛涯胜览》《西洋番国志》作祖法儿国，《郑和航海图》《星槎胜览》作佐法儿国，《大明会典》《礼部志稿》作左法儿国、色佛哷国。
塞拉莱的拜利德区（阿拉伯语：‎）和鲁巴特区（阿拉伯语：‎）是祖法儿的古城区。祖法儿城是中世纪重要的乳香貿易港口，祖法儿内陆地区出产的乳香通过祖法儿城运往世界各地，包括中国。古城的主要遺址即拜利德遺址已於2000年收入聯合國教科文組織世界遺產乳香之地。 
塞拉莱是阿曼前苏丹卡布斯·本·赛义德的出生地。阿曼的六座王宫有三座分别在马斯喀特、锡卜、苏哈尔，其余三座都在塞拉莱：城堡王宫（阿拉伯语：‎）、鲁巴特王宫（阿拉伯语：‎）、马穆拉王宫（阿拉伯语：‎）。
塞拉莱气候深受印度洋季风影响，每年夏季和秋初这里都降雨充沛，草木葱茏，吸引大量游客，故塞拉莱在8月举办一年一度的塞拉萊旅遊節。

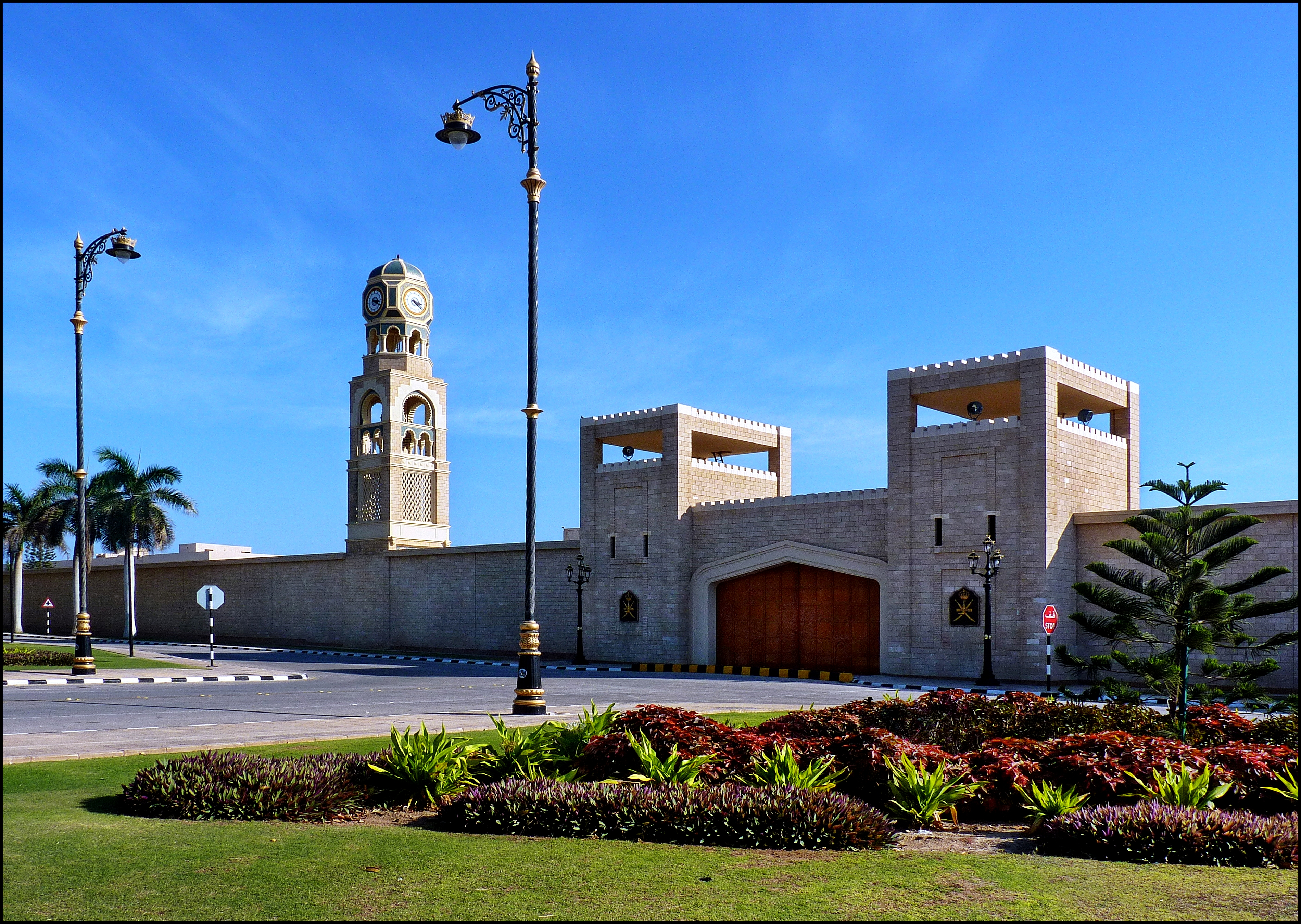
城堡王宫
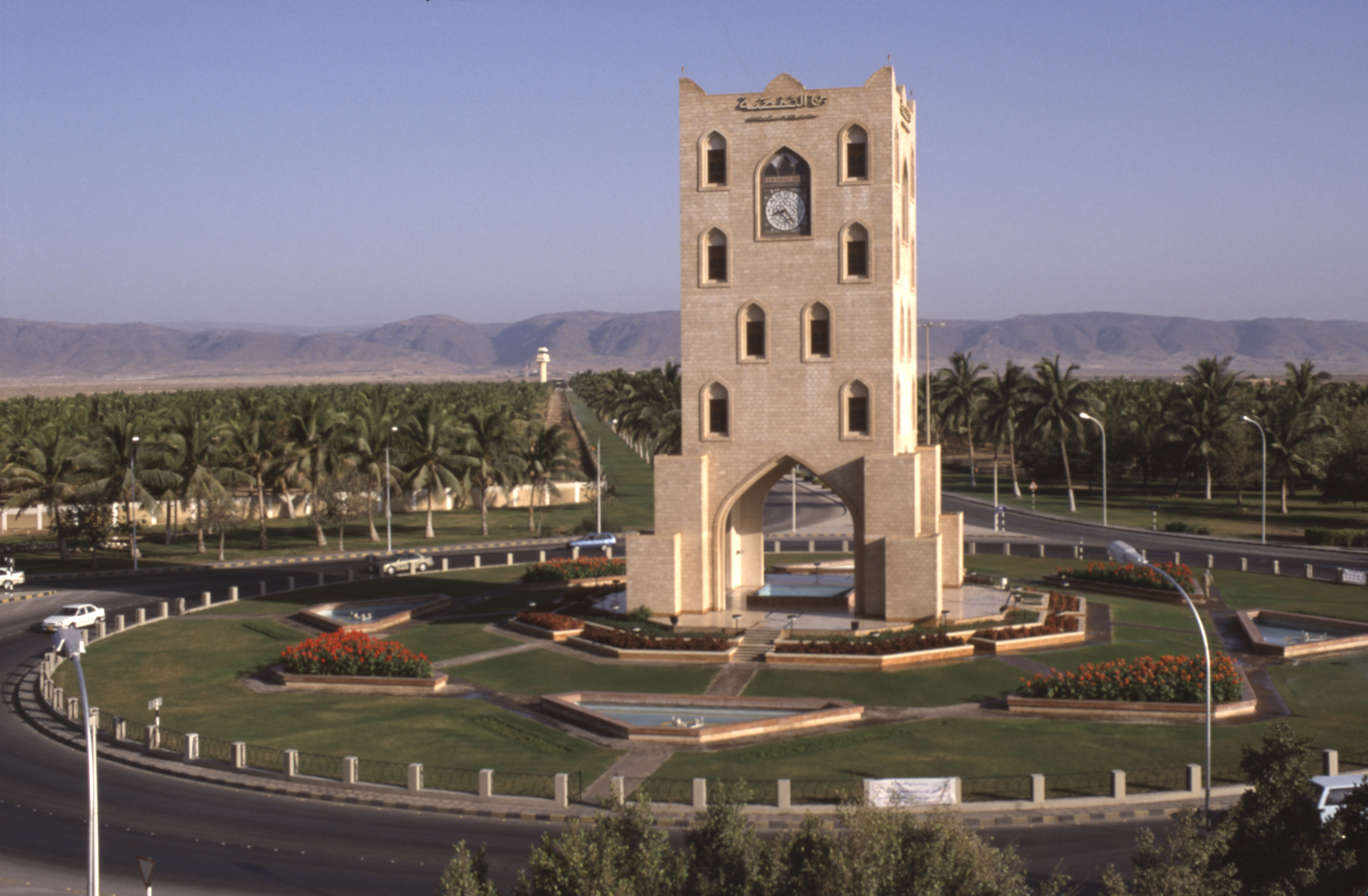
振兴塔（阿拉伯语：برج النهضة） Burj an-Nahḍah
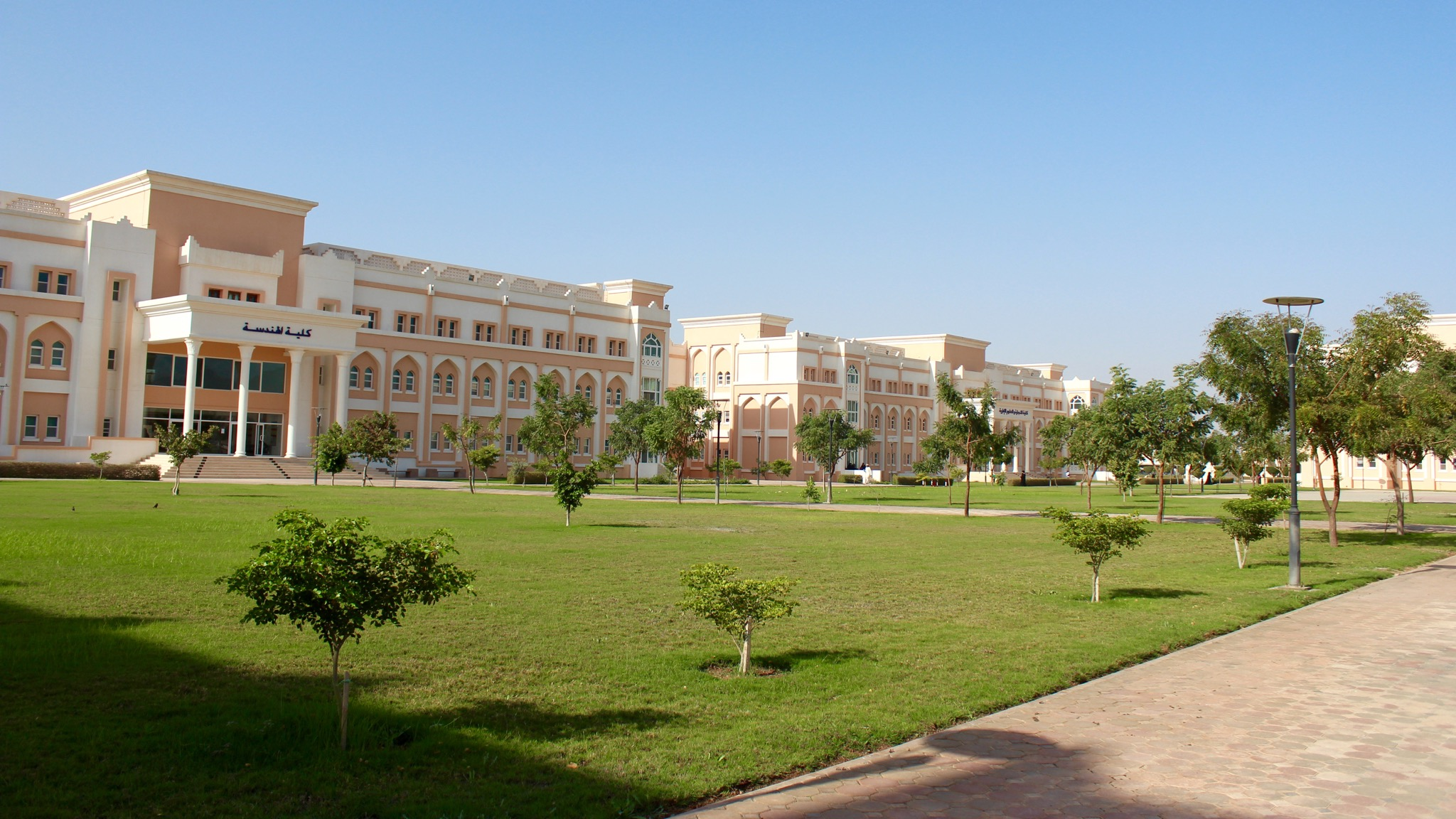
佐法尔大学
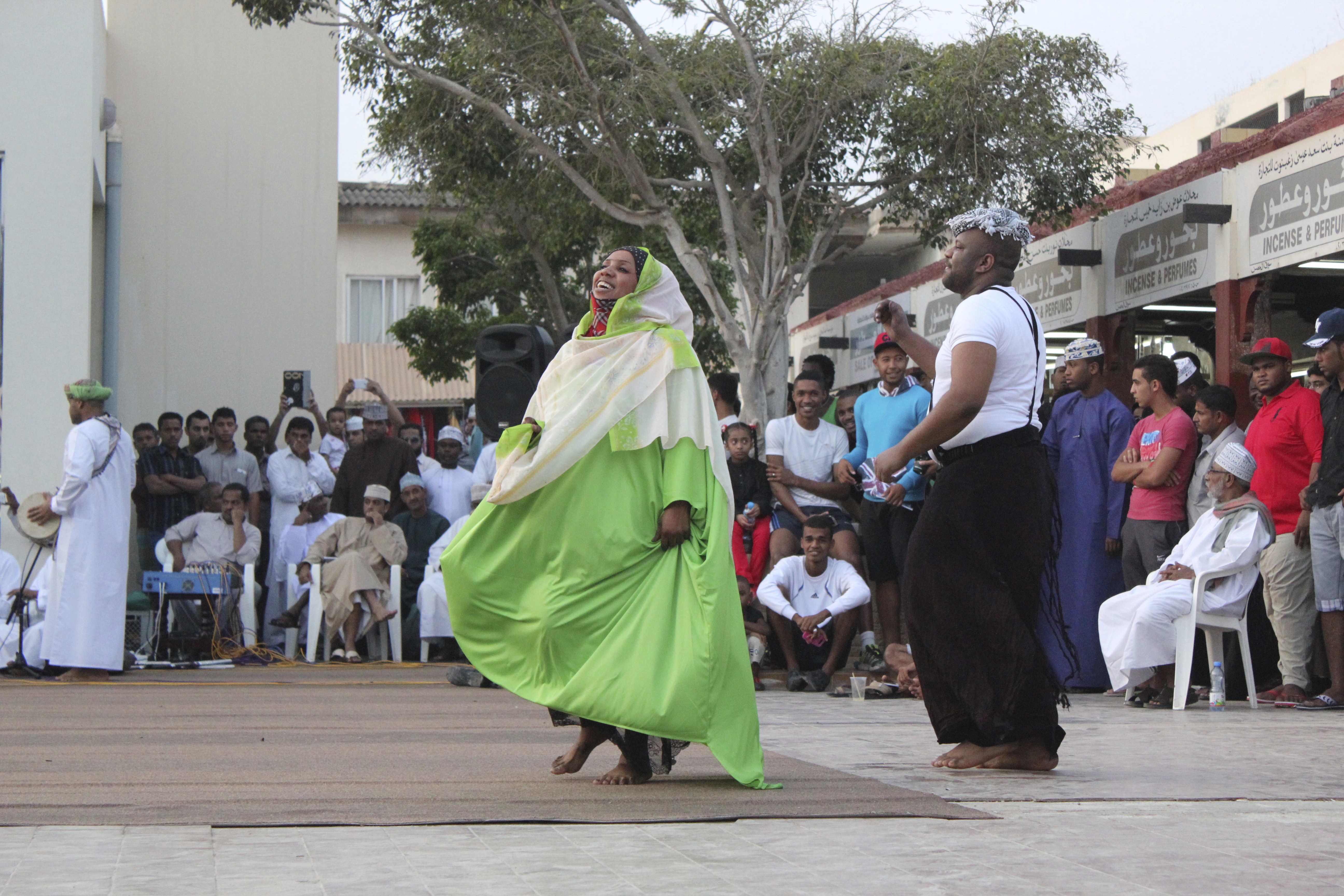
哈费市集的旅游节活动
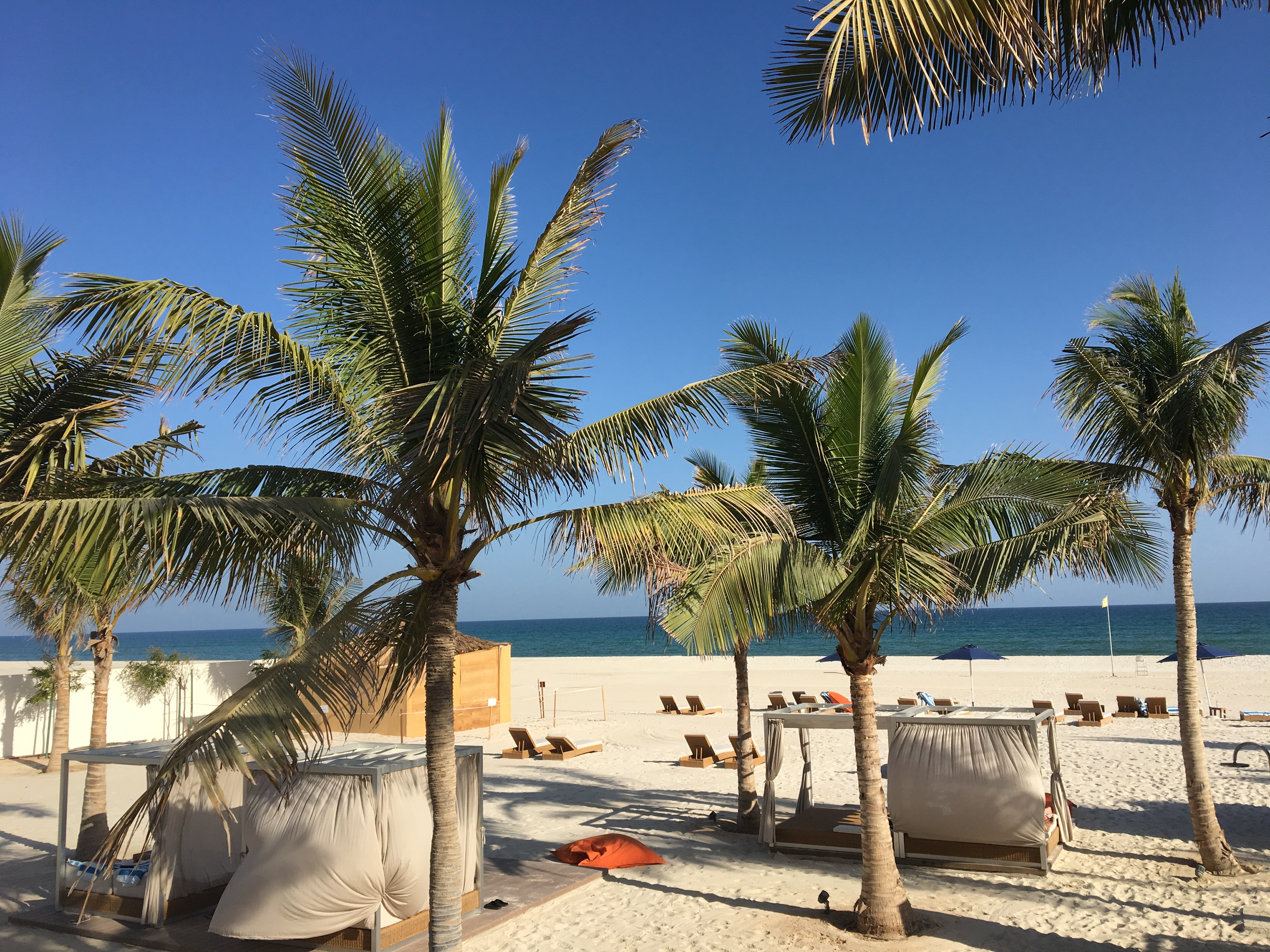
阿拉伯海沙滩
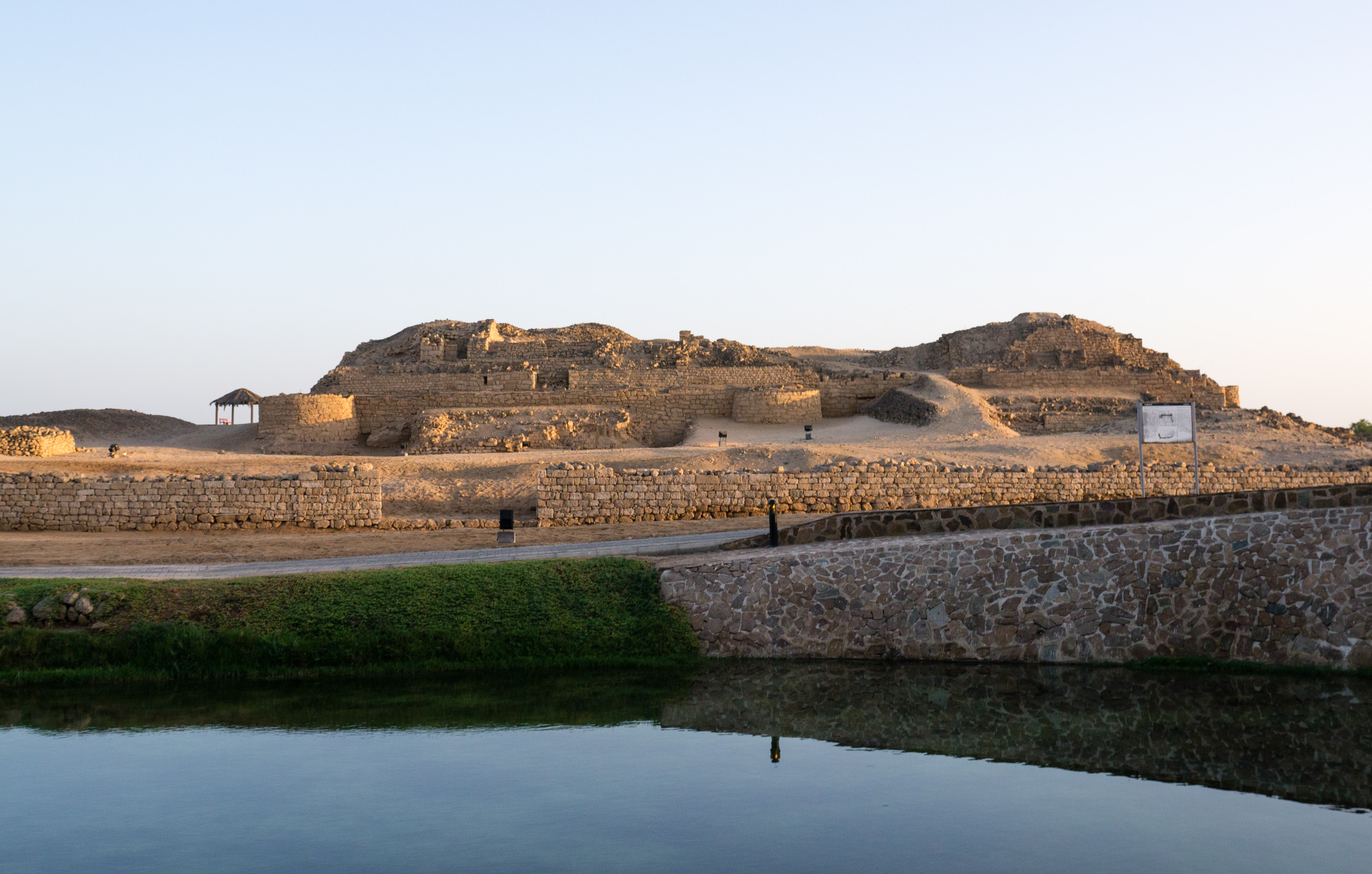
祖法儿古城遗址

## 延伸阅读
[在维基数据编辑]
 《欽定古今圖書集成·方輿彙編·邊裔典·祖法兒部》，出自陈梦雷《古今圖書集成》
 《明史卷三百二十六》，出自《明史》
 《星槎勝覽·卷2》，出自费信《星槎胜览》
 《瀛涯胜览》
 《西洋番國誌》